# Tchangarey
Tchangarey (auch: Tchangarey 2, Tchangarey II) ist ein Stadtviertel (französisch: quartier) im Arrondissement Niamey I der Stadt Niamey in Niger.

## Geographie
Tchangarey befindet sich an der Nationalstraße 24 am nördlichen Rand des urbanen Gemeindegebiets von Niamey. Zu den umliegenden Siedlungen zählen das Stadtviertel Koira Tagui im Osten und das ländliche Dorf Bangou-Tondibia im Norden. Das Stadtviertel liegt wie der gesamte Norden von Niamey in einem Tafelland mit einer weniger als 2,5 Meter tiefen Sandschicht, wodurch nur eine begrenzte Einsickerung möglich ist.

## Geschichte
Eine Gruppe von Bauern, die wegen einer Stadterweiterung das Viertel Goudel verlassen mussten, wurden in der Gegend des späteren Viertels Tchangarey angesiedelt. Dieses wurde in den 1980er Jahren als kleines Dorf mit etwa zwanzig Einwohnern von Kimba Sounna gegründet. Die ersten Parzellierungen begannen 1997. Das eigentliche Stadtviertel entstand zu Beginn des 21. Jahrhunderts, als die Stadtverwaltung von Niamey im Zeitraum von 2000 bis 2004 hier wie in sieben weiteren Randgebieten großräumige Parzellierungen durchführte und die Grundstücke verkaufte.

## Bevölkerung
Bei der Volkszählung 2012 hatte Tchangarey 7987 Einwohner, die in 1252 Haushalten lebten.

## Infrastruktur
In Tchangarey befindet sich das Krankenhaus Hôpital Général de Référence. Dessen Baubeginn 2013 hatte zahlreiche Zuwanderer angezogen und zu einem starken Anstieg der Grundstückspreise geführt. Im Jahr 2021 wurde in Tchangarey der elf Hektar große König-Abdullah-Campus für Studentinnen der Islamischen Universität Say eröffnet.